# Karjajuht
Albums de Metsatöll
Tuska
(2012) Pummelung
(2015)
Singles
1. Lööme mesti
Sortie : 2013
2. Tõrrede kõhtudes
Sortie : 2014

Karjajuht (français : Chef de meute) est un album du groupe de Folk metal estonien Metsatöll, sorti le 7 mars 2014. Il est édité par Spinefarm records en CD et 33t. L'album a été enregistré par Samuel Ruotsalainen, puis mixé par Keijo Koppel et Marko Atso. Le chanteur de Korpiklaani Jonne Järvelä chante sur le morceau Lööme mesti, tandis que la chanteuse de jazz estonienne Kadri Voorand chante sur le morceau Surmamüür. La pochette de l'album est une œuvre de l'artiste estonien Jüri Arrak. Contrairement aux deux précédents albums qui ont chacun utilisé une de ses œuvres existantes, la pochette de Karjajuht est une création originale.

## Liste des titres
Toutes les paroles sont écrites par Metsatöll, toute la musique est composée par Metsatöll.
| Disque | Disque              | Disque | Disque | Disque | Disque | Disque | Disque | Disque | Disque |
| No     | Titre               | Durée  |        |        |        |        |        |        |        |
| ------ | ------------------- | ------ | ------ | ------ | ------ | ------ | ------ | ------ | ------ |
| 1.     | Külmking            | 3:31   |        |        |        |        |        |        |        |
| 2.     | Lööme mesti         | 3:52   |        |        |        |        |        |        |        |
| 3.     | See on see maa      | 3:59   |        |        |        |        |        |        |        |
| 4.     | Must hunt           | 2:46   |        |        |        |        |        |        |        |
| 5.     | Terasest taotud tee | 3:36   |        |        |        |        |        |        |        |
| 6.     | Öö                  | 2:48   |        |        |        |        |        |        |        |
| 7.     | Tõrrede kõhtudes    | 3:29   |        |        |        |        |        |        |        |
| 8.     | Metsalase veri      | 4:25   |        |        |        |        |        |        |        |
| 9.     | Surmamüür           | 4:19   |        |        |        |        |        |        |        |
| 10.    | Mullast             | 3:20   |        |        |        |        |        |        |        |
| 11.    | Karjajuht           | 3:58   |        |        |        |        |        |        |        |
| 12.    | Talisman            | 4:37   |        |        |        |        |        |        |        |
| 44:53  |                     |        |        |        |        |        |        |        |        |